# Froila Velaz
Froila Velaz(m. depois janeiro de 964) Foi um conde rico-homem das Astúrias, filho do conde Vela Nunes e de sua esposa Totilde, os fundadores do mosteiro de São Miguel de Bárcena. Teve cinco irmãos: o conde Vermudo que morreu sem succesão; Sancho, que foi o pai do conde Oveco Sanches;  Godesteo Vela, e Jimena Velaz,  que casou com Piniolo Gundemaris, antepassados de Jimena Dias, a esposa de Rodrigo Dias de Vivar, o Cid.
Casou com Eilo de quem teve:
1. Enderquina Froilaz casada com Munio Rodrigues "Canis"..